# Медаль Георга
Меда́ль Гео́рга (англ. George Medal) — громадянська нагорода другого рівня у Великій Британії та Британській Співдружності. Була заснована 24 вересня 1940 року королем Георгом VI. Медаль вручається особам, які виконують подвиги або вчинки, що заслуговують визнання у Сполученому Королівстві.

## Історія
У 1940 році, у самий розпал Бліцу, виникла необхідність нагородження багатьох актів громадянської мужності населення. Існуючі нагороди, призначені для відзначення цивільних осіб, були не придатними для задоволення нової ситуації, в зв'язку з чим було прийнято рішення про запровадження нових нагород: Медалі Георга та Георгіївського хреста, які стали вручатись за хоробрість, продемонстровану перед обличчям дій противника, а також за подвиги в цілому.
Першим Медаллю Георга був нагороджений Патрік Кінг з Ширмура, Нортумберленд, який під час повітряного нальоту вивів з будинку сліпу жінку, чим врятував їй життя.

## Опис
Медаль Георга являє собою круглу срібну медаль. На аверсі монети зображення коронованого правлячого монарха. На реверсі монети зображений святий Георгій на коні, що вбиває дракона на узбережжі Англії, з легендою «Медаль Георга» по всьому верхньому краю медалі. Стрічка шириною 32 мм, малинового кольору з п'ятьма вертикальними вузькими синіми смугами. Синій колір взятий зі стрічки Георгіївського хреста.